# Campo Grande (kommun i Brasilien, Alagoas, lat -9,95, long -36,76)
Campo Grande är en kommun i Brasilien.   Den ligger i delstaten Alagoas, i den östra delen av landet, 1 400 km nordost om huvudstaden Brasília. Antalet invånare är 9 032.
Omgivningarna runt Campo Grande är huvudsakligen savann. Runt Campo Grande är det ganska glesbefolkat, med 50 invånare per kvadratkilometer.